# Campeonato Europeo de Balonmano Masculino de 2012

Equipos clasificados para el torneo

El X Campeonato Europeo de Balonmano Masculino se celebró en Serbia entre el 15 y el 29 de enero de 2012 bajo la organización de la Federación Europea de Balonmano (EHF) y la Federación Serbia de Balonmano.
Un total de 16 selecciones compitieron en el evento por el título de campeón europeo, en poder de la selección francesa, ganadora del Europeo de 2010. La vencedora final fue Dinamarca, que derrotó en la final a la anfitriona, consiguiendo de esta manera la clasificación para los Juegos Olímpicos de Londres 2012
Con una asistencia total de 302.688 espectadores, este campeonato batió el récord de asistencia de esta competición con una media de 6440 espectadores de media y una máxima de 19 800 en las semifinales y la final disputada en el Arena de Belgrado

## Sedes
| Grupo       | Ciudad   | Instalación            | Capacidad |
| ----------- | -------- | ---------------------- | --------- |
| A           | Belgrado | Pabellón Pionir        | 8150      |
| B           | Niš      | Centro Deportivo Čair  | 4000      |
| C           | Novi Sad | Centro Deportivo SPENS | 11 500    |
| D           | Vršac    | Centro Milenio         | 4050      |
| Ronda final | Belgrado | Arena de Belgrado      | 20 000    |

## Árbitros
El 12 de septiembre de 2011 fueron anunciadas en Viena las 12 parejas arbitrales de este campeonato.
| País                | Árbitros                       |
| ------------------- | ------------------------------ |
| República Checa     | Václav Horáček Jiří Novotný    |
| Dinamarca           | Per Olesen Lars Ejby Pedersen  |
| Francia             | Nordine Lazaar Laurent Reveret |
| Alemania            | Lars Geipel Marcus Helbig      |
| Islandia            | Hlynur Leifsson Anton Pálsson  |
| Macedonia del Norte | Slave Nikolov Gjorgi Nachevski |

| Country   | Referees                            |
| --------- | ----------------------------------- |
| Noruega   | Kenneth Abrahamsen Arne Kristiansen |
| Rumania   | Sorin-Laurențiu Dinu Constantin Din |
| Rusia     | Yevgeniy Zotin Nikolay Volodkov     |
| Serbia    | Nenad Nikolić Dušan Stojković       |
| Eslovenia | Nenad Krstić Peter Ljubič           |
| España    | Óscar Raluy Ángel Sabroso           |

## Grupos
| Grupo A    | Grupo B             | Grupo C | Grupo D   |
| ---------- | ------------------- | ------- | --------- |
| Polonia    | Alemania            | Francia | Croacia   |
| Dinamarca  | Suecia              | Hungría | Noruega   |
| Serbia     | República Checa     | España  | Islandia  |
| Eslovaquia | Macedonia del Norte | Rusia   | Eslovenia |

## Primera Fase
Los primeros tres de cada grupo alcanzan la fase principal. Los equipos restantes juegan entre sí por los puestos 13 a 16.

### Grupo A
| Equipo     | J | G | E | P | GF | GC | DG  | PTS |
| ---------- | - | - | - | - | -- | -- | --- | --- |
| Serbia     | 3 | 2 | 1 | 0 | 67 | 61 | +6  | 5   |
| Polonia    | 3 | 2 | 0 | 1 | 86 | 72 | +14 | 4   |
| Dinamarca  | 3 | 1 | 0 | 2 | 78 | 76 | +2  | 2   |
| Eslovaquia | 3 | 0 | 1 | 2 | 70 | 92 | -22 | 1   |

- Resultados

| Fecha | Hora² | Partido¹   | Partido¹ | Partido¹   | Resultado |
| ----- | ----- | ---------- | -------- | ---------- | --------- |
| 15.01 | 18:15 | Polonia    | -        | Serbia     | 18-22     |
| 15.01 | 20:15 | Dinamarca  | -        | Eslovaquia | 30-25     |
| 17.01 | 18:15 | Eslovaquia | -        | Polonia    | 24-41     |
| 17.01 | 20:15 | Serbia     | -        | Dinamarca  | 24-22     |
| 19.01 | 18:15 | Polonia    | -        | Dinamarca  | 27-26     |
| 19.01 | 20:15 | Serbia     | -        | Eslovaquia | 21-21     |

- (¹) –  Todos en Belgrado (Pabellón Pionir).
- (²) –  Hora local de Serbia (UTC+1).

### Grupo B
| Equipo              | J | G | E | P | GF | GC | DG | PTS |
| ------------------- | - | - | - | - | -- | -- | -- | --- |
| Alemania            | 3 | 2 | 0 | 1 | 77 | 74 | +3 | 4   |
| Macedonia del Norte | 3 | 1 | 1 | 1 | 76 | 71 | +5 | 3   |
| Suecia              | 3 | 1 | 1 | 1 | 83 | 84 | -1 | 3   |
| República Checa     | 3 | 1 | 0 | 2 | 77 | 84 | -7 | 2   |

- Resultados

| Fecha | Hora² | Partido¹            | Partido¹ | Partido¹            | Resultado |
| ----- | ----- | ------------------- | -------- | ------------------- | --------- |
| 15.01 | 17:20 | Alemania            | -        | República Checa     | 24-27     |
| 15.01 | 19:30 | Suecia              | -        | Macedonia del Norte | 26-26     |
| 17.01 | 18:15 | Macedonia del Norte | -        | Alemania            | 23-24     |
| 17.01 | 20:15 | República Checa     | -        | Suecia              | 29-33     |
| 19.01 | 18:15 | Alemania            | -        | Suecia              | 29-24     |
| 19.01 | 20:15 | República Checa     | -        | Macedonia del Norte | 21-27     |

- (¹) –  Todos en Niš.
- (²) –  Hora local de Serbia (UTC+1).

### Grupo C
| Equipo  | J | G | E | P | GF | GC | DG | PTS |
| ------- | - | - | - | - | -- | -- | -- | --- |
| España  | 3 | 2 | 1 | 0 | 83 | 77 | +6 | 5   |
| Hungría | 3 | 1 | 2 | 0 | 81 | 78 | +3 | 4   |
| Francia | 3 | 1 | 0 | 2 | 77 | 79 | -2 | 2   |
| Rusia   | 3 | 0 | 1 | 2 | 82 | 89 | -7 | 1   |

- Resultados

| Fecha | Hora² | Partido¹ | Partido¹ | Partido¹ | Resultado |
| ----- | ----- | -------- | -------- | -------- | --------- |
| 16.01 | 18:15 | Francia  | -        | España   | 26-29     |
| 16.01 | 20:15 | Hungría  | -        | Rusia    | 31-31     |
| 18.01 | 18:15 | Rusia    | -        | Francia  | 24-28     |
| 18.01 | 20:15 | España   | -        | Hungría  | 24-24     |
| 20.01 | 18:15 | España   | -        | Rusia    | 30-27     |
| 20.01 | 20:15 | Francia  | -        | Hungría  | 23-26     |

- (¹) –  Todos en Novi Sad.
- (²) –  Hora local de Serbia (UTC+1).

### Grupo D
| Equipo    | J | G | E | P | GF | GC | DG  | PTS |
| --------- | - | - | - | - | -- | -- | --- | --- |
| Croacia   | 3 | 3 | 0 | 0 | 88 | 78 | +10 | 6   |
| Eslovenia | 3 | 1 | 0 | 2 | 90 | 91 | -1  | 2   |
| Islandia  | 3 | 1 | 0 | 2 | 95 | 97 | -2  | 2   |
| Noruega   | 3 | 1 | 0 | 2 | 80 | 87 | -7  | 2   |

- Resultados

| Fecha | Hora² | Partido¹  | Partido¹ | Partido¹  | Resultado |
| ----- | ----- | --------- | -------- | --------- | --------- |
| 16.01 | 18:10 | Noruega   | -        | Eslovenia | 28-27     |
| 16.01 | 20:10 | Croacia   | -        | Islandia  | 31-29     |
| 18.01 | 18:10 | Eslovenia | -        | Croacia   | 29-31     |
| 18.01 | 20:10 | Islandia  | -        | Noruega   | 34-32     |
| 20.01 | 18:10 | Islandia  | -        | Eslovenia | 32-34     |
| 20.01 | 20:10 | Croacia   | -        | Noruega   | 26-20     |

- (¹) –  Todos en Vršac.
- (²) –  Hora local de Serbia (UTC+1).

## Segunda fase
Los primeros dos de cada grupo disputan las semifinales. 

### Grupo I
| Equipo              | J | G | E | P | GF  | GC  | DG  | PTS |
| ------------------- | - | - | - | - | --- | --- | --- | --- |
| Serbia              | 5 | 3 | 1 | 1 | 110 | 104 | +6  | 7   |
| Dinamarca           | 5 | 3 | 0 | 2 | 140 | 133 | +7  | 6   |
| Macedonia del Norte | 5 | 2 | 1 | 2 | 130 | 127 | +3  | 5   |
| Alemania            | 5 | 2 | 1 | 2 | 132 | 129 | +3  | 5   |
| Polonia             | 5 | 2 | 1 | 1 | 132 | 136 | -4  | 5   |
| Suecia              | 5 | 0 | 2 | 3 | 124 | 139 | -15 | 2   |

- Resultados

| Fecha | Hora² | Partido¹  | Partido¹ | Partido¹            | Resultado |
| ----- | ----- | --------- | -------- | ------------------- | --------- |
| 21.01 | 16:15 | Polonia   | -        | Suecia              | 29-29     |
| 21.01 | 18:15 | Dinamarca | -        | Macedonia del Norte | 33-32     |
| 21.01 | 20:15 | Serbia    | -        | Alemania            | 21-21     |
| 23.01 | 16:15 | Polonia   | -        | Macedonia del Norte | 25-27     |
| 23.01 | 18:15 | Dinamarca | -        | Alemania            | 28-26     |
| 23.01 | 20:15 | Serbia    | -        | Suecia              | 24-21     |
| 25.01 | 16:15 | Polonia   | -        | Alemania            | 33-32     |
| 25.01 | 18:15 | Dinamarca | -        | Suecia              | 31-24     |
| 25.01 | 20:15 | Serbia    | -        | Macedonia del Norte | 19-22     |

- (¹) –  Todos en Belgrado.
- (²) –  Hora local de Serbia (UTC+1).

### Grupo II
| Equipo    | J | G | E | P | GF  | GC  | DG  | PTS |
| --------- | - | - | - | - | --- | --- | --- | --- |
| España    | 5 | 4 | 1 | 0 | 143 | 130 | +13 | 9   |
| Croacia   | 5 | 3 | 1 | 1 | 137 | 128 | +9  | 7   |
| Eslovenia | 5 | 2 | 0 | 3 | 153 | 156 | -3  | 4   |
| Hungría   | 5 | 1 | 2 | 2 | 125 | 130 | -5  | 4   |
| Islandia  | 5 | 1 | 1 | 3 | 143 | 146 | -3  | 3   |
| Francia   | 5 | 1 | 1 | 3 | 128 | 139 | -11 | 3   |

- Resultados

| Fecha | Hora² | Partido¹ | Partido¹ | Partido¹  | Resultado |
| ----- | ----- | -------- | -------- | --------- | --------- |
| 22.01 | 16:10 | Hungría  | -        | Islandia  | 21-27     |
| 22.01 | 18:10 | Francia  | -        | Eslovenia | 28-26     |
| 22.01 | 20:10 | España   | -        | Croacia   | 24-22     |
| 24.01 | 16:10 | España   | -        | Islandia  | 31-26     |
| 24.01 | 18:10 | Francia  | -        | Croacia   | 22-29     |
| 24.01 | 20:10 | Hungría  | -        | Eslovenia | 30-32     |
| 25.01 | 16:10 | Francia  | -        | Islandia  | 29-29     |
| 25.01 | 18:10 | España   | -        | Eslovenia | 35-32     |
| 25.01 | 20:10 | Hungría  | -        | Croacia   | 24-24     |

- (¹) –  Todos en Novi Sad.
- (²) –  Hora local de Serbia (UTC+1).

## Fase final
|  | Semifinales | Semifinales |    |         | Final         | Final |  |
|  |             |             |    |         |               |       |  |
|  |             |             |    |         |               |       |  |
|  |             |             |    |         |               |       |  |
|  | Serbia      | 26          |    |         |               |       |  |
|  | Croacia     | 22          |    |         |               |       |  |
|  |             |             |    |         |               |       |  |
|  |             |             |    |         |               |       |  |
|  |             |             |    |         | Serbia        | 19    |  |
|  |             | Dinamarca   | 21 |         |               |       |  |
|  |             |             |    |         |               |       |  |
|  |             |             |    |         |               |       |  |
|  |             |             |    |         | Tercer Puesto |       |  |
|  |             |             |    |         |               |       |  |
|  | Dinamarca   | 25          |    | Croacia | 31            |       |  |
|  | España      | 24          |    |         | España        | 27    |  |

### Quinto lugar
| Fecha | Hora² | Partido¹  | Partido¹ | Partido¹  | Resultado |
| ----- | ----- | --------- | -------- | --------- | --------- |
| 27.01 | 15:15 | Macedonia | -        | Eslovenia | 28-27     |

### Semifinales
| Fecha | Hora² | Partido¹  | Partido¹ | Partido¹ | Resultado |
| ----- | ----- | --------- | -------- | -------- | --------- |
| 27.01 | 17:45 | Dinamarca | -        | España   | 25-24     |
| 27.01 | 20:15 | Serbia    | -        | Croacia  | 26-22     |

- (¹) –  En Belgrado (Arena de Belgrado).
- (²) –  Hora local de Serbia (UTC+1).

### Tercer lugar
| Fecha | Hora² | Partido¹ | Partido¹ | Partido¹ | Resultado |
| ----- | ----- | -------- | -------- | -------- | --------- |
| 29.01 | 14:30 | Croacia  | -        | España   | 31-27     |

### Final
| Fecha | Hora² | Partido¹  | Partido¹ | Partido¹ | Resultado |
| ----- | ----- | --------- | -------- | -------- | --------- |
| 29.01 | 17:00 | Dinamarca | -        | Serbia   | 21-19     |

- (¹) –  En Belgrado (Arena de Belgrado).
- (²) –  Hora local de Serbia (UTC+1).

## Medallero
|           |        |         |
| Dinamarca | Serbia | Croacia |

## Estadísticas

### Clasificación general
| 1. Dinamarca        |
| 2. Serbia           |
| 3. Croacia          |
| 4. España           |
| 5. Macedonia        |
| 6. Eslovenia        |
| 7. Alemania         |
| 8. Hungría          |
| 9. Polonia          |
| 10. Islandia        |
| 11. Francia         |
| 12. Suecia          |
| 13. Noruega         |
| 14. República Checa |
| 15. Rusia           |
| 16. Eslovaquia      |

### Máximos goleadores
| Puesto | Nombre                  | País      | Goles |
| ------ | ----------------------- | --------- | ----- |
| 1      | Kiril Lazarov           | Macedonia | 61    |
| 2      | Dragan Gajić            | Eslovenia | 48    |
| 3      | Mikkel Hansen           | Dinamarca | 45    |
| 4      | Gábor Császár           | Hungría   | 43    |
| 5      | Ivan Čupić              | Croacia   | 42    |
| 6      | Guðjón Valur Sigurðsson | Islandia  | 41    |
| 7      | Momir Ilić              | Serbia    | 34    |
| 8      | Niclas Ekberg           | Suecia    | 33    |
| 9      | Blazenko Lackovic       | Croacia   | 32    |
| 10     | Anders Eggert           | Dinamarca | 30    |

### Mejores porteros
| Puesto | Nombre            | País                | Porcentaje |
| ------ | ----------------- | ------------------- | ---------- |
| 1      | Petar Angelov     | Macedonia del Norte | 47,8 %     |
| 2      | Darko Stanić      | Serbia              | 42,0 %     |
| 3      | Ole Erevik        | Noruega             | 38,8 %     |
| 4      | Richard Štochl    | Eslovaquia          | 36,2 %     |
| 5      | Niklas Landin     | Dinamarca           | 35,8 %     |
| 6      | Mattias Andersson | Suecia              | 35,7 %     |
| 7      | Borko Ristovski   | Macedonia del Norte | 35,2 %     |
| 8      | Johan Sjöstrand   | Suecia              | 34,9 %     |
| 9      | Vadim Bogdanov    | Rusia               | 34,2 %     |
| 10     | Mirko Alilović    | Croacia             | 33,3 %     |

### Equipo ideal
- Mejor jugador del campeonato —MVP—: Momir Ilić ( Serbia).

| Jugador                 | País      | Puesto            |
| ----------------------- | --------- | ----------------- |
| Darko Stanić            | Serbia    | Portero           |
| Guðjón Valur Sigurðsson | Islandia  | Extremo izquierdo |
| Mikkel Hansen           | Dinamarca | Lateral izquierdo |
| Uroš Zorman             | Eslovenia | Central           |
| Marko Kopljar           | Croacia   | Lateral derecho   |
| Christian Sprenger      | Alemania  | Extremo derecho   |
| René Toft Hansen        | Dinamarca | Pivote            |